# Citadelcross 2024
De 16e editie van de Citadelcross in de Belgische stad Namen werd gehouden op zondag 15 december 2024. De wedstrijd maakte deel uit van de wereldbeker veldrijden 2024-2025. Bij de vrouwen volgde de Nederlandse Ceylin del Carmen Alvarado zichzelf op; en bij de mannen won de Belg Michael Vanthourenhout, hij wist al twee keer eerder te winnen op de citadel.

## Elite

### Uitslag mannen
| Plaats | Naam                   | Ploeg                        | Tijd     |
| ------ | ---------------------- | ---------------------------- | -------- |
| 1      | Michael Vanthourenhout | Pauwels Sauzen-Bingoal       | 1u03'23" |
| 2      | Toon Aerts             | Deschacht-Hens-Maes          | + 11"    |
| 3      | Emiel Verstrynge       | Crelan-Corendon              | + 30"    |
| 4      | Pim Ronhaar            | Baloise - Trek Lions         | + 45"    |
| 5      | Tibor Del Grosso       | Alpecin-Deceuninck           | + 58"    |
| 6      | Laurens Sweeck         | Crelan-Corendon              | + 59"    |
| 7      | Kevin Kuhn             | Charles Liégeois Roastery CX | + 1'05"  |
| 8      | Jente Michels          | Alpecin-Deceuninck           | + 1'08"  |
| 9      | Joran Wyseure          | Crelan-Corendon              | + 1'20"  |
| 10     | Lars van der Haar      | Baloise - Trek Lions         | + 1'39"  |

### Uitslag vrouwen
| Plaats | Naam                       | Ploeg                  | Tijd    |
| ------ | -------------------------- | ---------------------- | ------- |
| 1      | Ceylin del Carmen Alvarado | Alpecin-Deceuninck     | 48'17"  |
| 2      | Lucinda Brand              | Baloise - Trek Lions   | + 09"   |
| 3      | Puck Pieterse              | Alpecin-Deceuninck     | + 34"   |
| 4      | Blanka Vas                 | Team SD Worx-Protime   | + 57"   |
| 5      | Marie Schreiber            | Team SD Worx-Protime   | + 1'13" |
| 6      | Annemarie Worst            | Cyclocross Reds        | + 1'23" |
| 7      | Fem van Empel              | Visma-Lease a Bike     | + 1'37" |
| 8      | Inge van der Heijden       | Cyclocross Reds        | + 1'51" |
| 9      | Zoe Bäckstedt              | Canyon-SRAM            | + 1'54" |
| 10     | Leonie Bentveld            | Pauwels Sauzen-Bingoal | + 2'12" |

2009 · 2010 · 2011 · 2012 · 2013 · 2014 · 2015 · 2016 · 2017 · 2018 · 2019 · 2020 · 2021 · 2022 (EK) · 2023 · 2024